# Gurgler Ache
Gurgler Ache är ett vattendrag i Österrike.   Det ligger i förbundslandet Tyrolen, i den västra delen av landet, 400 km väster om huvudstaden Wien.
Trakten runt Gurgler Ache består i huvudsak av gräsmarker. Runt Gurgler Ache är det ganska glesbefolkat, med 32 invånare per kvadratkilometer.